# Piotrków Pierwszy

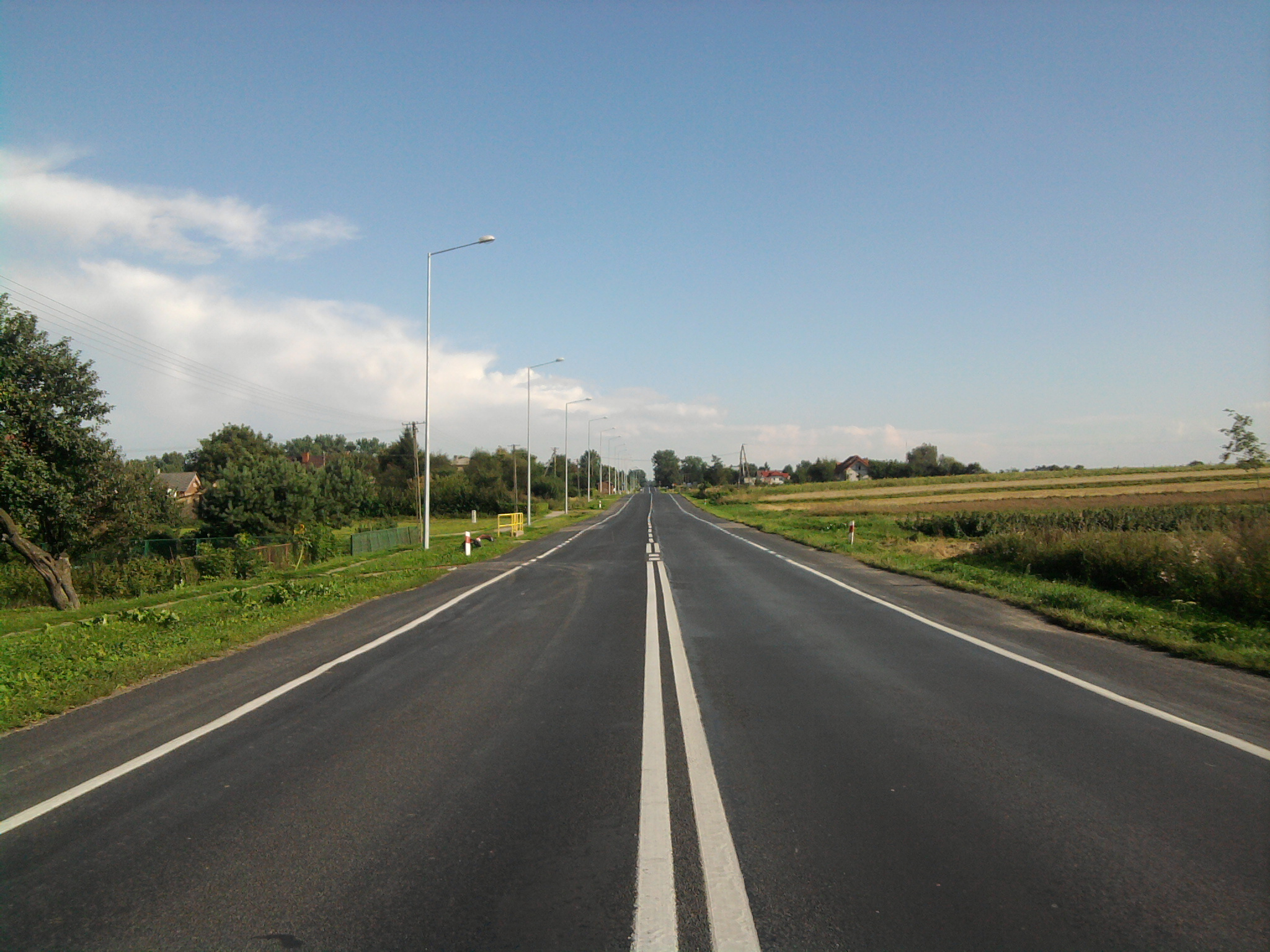
Droga wojewódzka DW835 w Piotrkowie

Piotrków Pierwszy (w 1388 Piotrkow kop., 1453 Pyotrkow) – wieś w Polsce, położona w województwie lubelskim, w powiecie lubelskim, w gminie Jabłonna. Leży przy drodze wojewódzkiej nr 835.
Do 1954 r. istniała gmina Piotrków. W latach 1975–1998 wieś administracyjnie należała do ówczesnego województwa lubelskiego.
Wieś stanowi sołectwo gminy Jabłonna.
Wieś jest siedzibą rzymskokatolickiej parafii Chrystusa Dobrego Pasterza.

## Położenie
Piotrków leży na Wyżynie Lubelskiej u źródeł strugi Czerniejówki. Jest położony w centralnej części województwa lubelskiego w
powiecie lubelskim w gminie Jabłonna.
Zamieszkiwany przez ok. 1700 osób (z Piotrkowem Pierwszym, Drugim i Kolonią). Na jednym ze wzgórz w miejscowości znajduje się masz nadawczy ER Piotrków.

## Części wsi
| SIMC    | Nazwa    | Rodzaj     |
| ------- | -------- | ---------- |
| 1065131 | Sachalin | przysiółek |

## Infrastruktura
W miejscowości znajdują się :
- Gminne Centrum Kultury (GCK);
- Zespół szkół;
- Gminny Klub Dziecięcy „Zielone Jabłuszko”;
- Klub Sportowy PLKS „Piotrcovia” Piotrków;
- ochotnicza straż pożarna (Włączona do KSRG)
- Boisko „Orlik” (przy budynku szkoły)
- Maszt nadawczy ER Piotrków
- Dworek (obecnie własność prywatna) – zbudowany przez Aleksandra Freytaga zarządcę majątku państwowego w Piotrkowie.

## Komunikacja
Piotrków znajduje się nad ważnymi szlakami drogowymi województwa lubelskiego:
- 835 Lublin – Biłgoraj – Grabownica Starzeńska
- 836 Bychawa – Piaski

Odległość od ważniejszych ośrodków miejskich:
- Bychawa  – 8 km
- Lublin  – 24 km
- Piaski  – 16 km
- Warszawa - 164 km
- Lwów  – 167 km
- Biłgoraj  – 61 km
- Kraśnik  – 41 km
- Krasnystaw  – 48 km

Do Piotrkowa co kilkanaście minut kursują busy z Lublina i do Lublina. Ponadto przez Piotrków przejeżdżają busy i autobusy z i do Bychawy, Biłgoraja, Krasnegostawu, Szczebrzeszyna ale też Przemyśla, Zamościa i Warszawy.

## Edukacja i kultura
Budynek, w którym mieści się teraz szkoła powstał w 1965 r. z inicjatywy Pawła Dąbka, który pochodził z Piotrkowa. Obok został wybudowany również blok, w którym mieszkają nauczyciele zatrudnieni w szkole. Do 1973 r. mieściła się tu szkoła podstawowa, przedszkole i Liceum Ekonomiczne. Następnie liceum zakończyło swoją działalność i na jego miejsce powstał Specjalny Ośrodek Szkolno-Wychowawczy, a szkoła podstawowa przekształciła się w Gminną Szkołę Zbiorczą w Piotrkowie.
W 2001 r. Ośrodek Szkolno–Wychowawczy zakończył działalność, a powstało gimnazjum publiczne w Piotrkowie. Na terenie Piotrkowa znajduje się przedszkole publiczne, szkoła podstawowa, gimnazjum publiczne, gminny ośrodek kultury, Ochotnicza Straż Pożarna, kościół, poczta, a także stary drewniany dworek będący teraz własnością prywatną. W miejscowej szkole kształcą się nie tylko dzieci z Piotrkowa, ale również Piotrkówka, Chmiela, Skrzynic.
Drugą inwestycją rozpoczętą również z inicjatywy Pawła Dąbka jest Gminny Ośrodek Kultury – jego projekt budowy powstał na początku lat sześćdziesiątych. Fundamenty położono w 1964 r. i rozpoczęto budowę. Budowa z różnych przyczyn nie została ukończona. Zręby budynku przez długie lata stały i niszczały. Dopiero w 1983 r. podjęte zostały na nowo prace dzięki dotacji Urzędu Wojewódzkiego w Lublinie i w maju 1986 r. GOK został oddany do użytku. Obecnie w budynku mieści się dom kultury, biblioteka publiczna, poczta, a także straż pożarna.
Szkoła w Piotrkowie została wybudowana w ramach akcji „Szkoła tysiąclecia” w 1965 roku, budynek jest Pomnikiem Tysiąclecia Państwa Polskiego.

## Historia
Nazwa Piotrków pochodzi od imienia jakiegoś Piotra, który miał się osiedlić u źródeł, z których bierze początek Czerniejówka.
Piotrków jest bardzo starą wsią. Według W. Koźmiana, wieś istniała we wczesnym średniowieczu. Była własnością królewską, a zarządzał nią dzierżawca Pieszyk z Frydrychowa i Kosarzowa. W 1388 r. król Władysław Jagiełło przeniósł wieś na prawa magdeburskie. Wieś należała wtedy do parafii Krzczonów.
W 1453 roku Piotrków graniczył z Jabłonną. W 1565 nadal był własnością królewską, 3 łany należały do wójta i były obsadzone 2 kmieciami i karczmarzem oraz znajdowało się w nim 74 kmieci na 46 łanach, 10 karczmarzy na 9,5 łanach, 2 kołodziejów, 10 zagród, 10 bartników z czego 2 na wolniźnie i młyn.
Mieszkańcy miejscowości walczyli w wojnach tatarskich, kozackich, moskiewskich, węgierskich i szwedzkich. 3 kwietnia 1671 Król Polski Michał Korybut Wiśniowiecki wydał przywilej potwierdzający trzem rodzinom posiadanie trzech łanów we wsi Piotrków w starostwie lubelskim za udział w wojnach.
W 1676 r. dzierżawcą wsi był Jan Potocki. W tym czasie Piotrków zamieszkiwało 270 poddanych w tym 5 żydów. W 1827 r. w miejscowości było 37 domów i 230 mieszkańców. Piotrków w tym czasie był miejscowością gminną. W skład gminy wchodziły: Chmiel wieś i folwark, Czerniejów wieś i folwark, Jabłonna wieś i folwark, Majdan-Wolnica, Majdan Nowy, Piotrków wieś i folwark, Piotrkówek Stary, Piotrkówek Nowy, Skrzynice.
Podczas I wojny światowej przetaczał się tędy front, cała wieś została spalona. Gdy front odszedł miejscowa ludność musiała sprzątać pola zalane trupami żołnierzy armii austro-węgierskiej i armii carskiej. Do dziś istnieją pozostałości okopów w lasach.
W miejscowości znajdują się trzy Cmentarze wojenne z I wojny światowej wpisane na listę Narodowego Instytutu Dziedzictwa
- Cmentarz wojenny w Piotrkowie (zachodni)
- Cmentarz wojenny w Piotrkowie (południowy)
- Cmentarz wojenny w Piotrkowie (wschodni)

## Sport
Obiekty sportowe

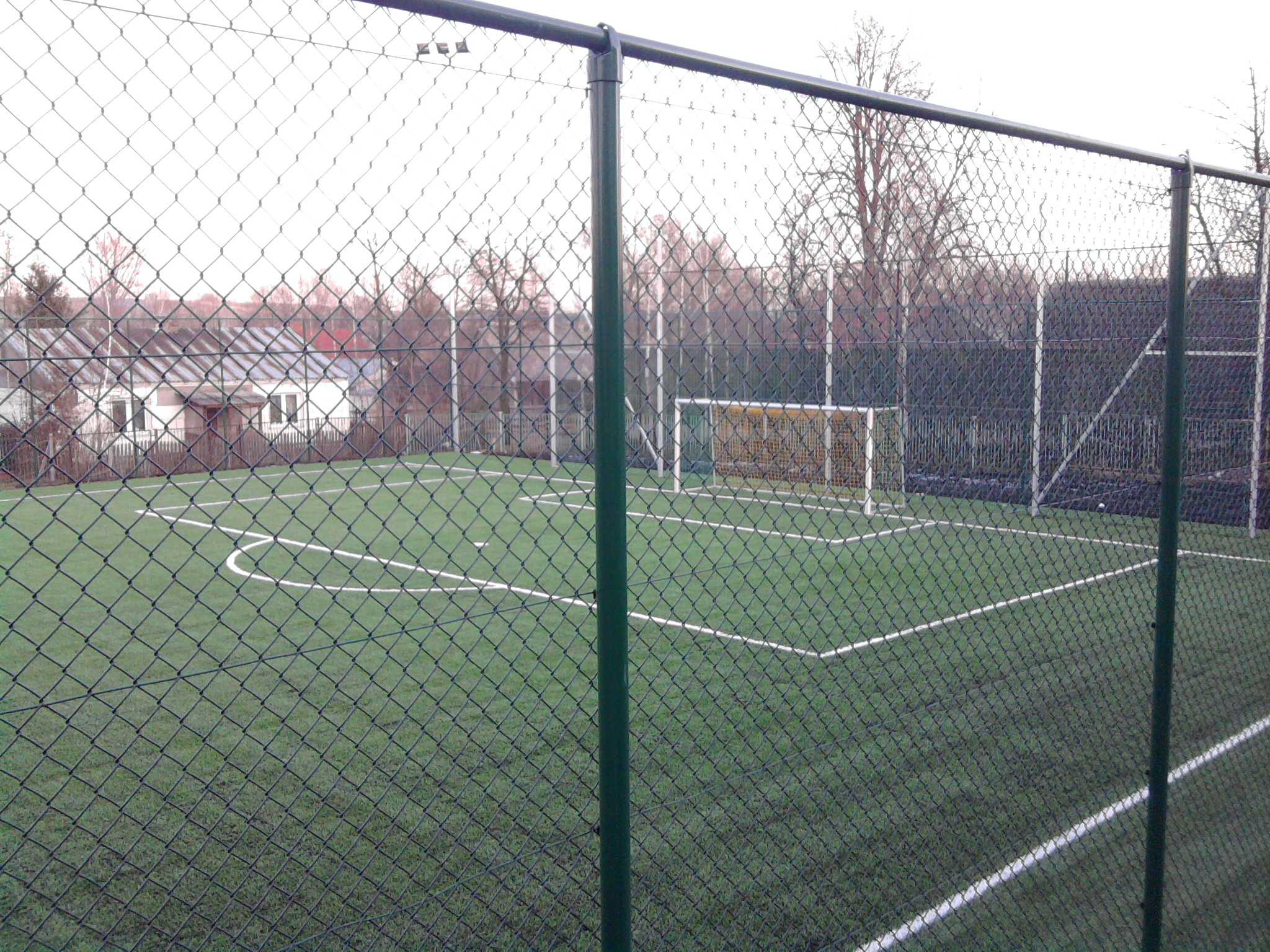
„Orlik” w Piotrkowie

- Kompleks boisk „Orlik” (przy zespole szkół)
- Boisko klubu sportowego PLKS „Piotrcovia” Piotrków

Miejscowym klubem sportowym jest „Piotrcovia” Piotrków założony w 2003 roku, a od sezonu 2013/2014 grający w lubelskiej A-klasie.

## Wspólnoty wyznaniowe
- Kościół rzymskokatolicki:

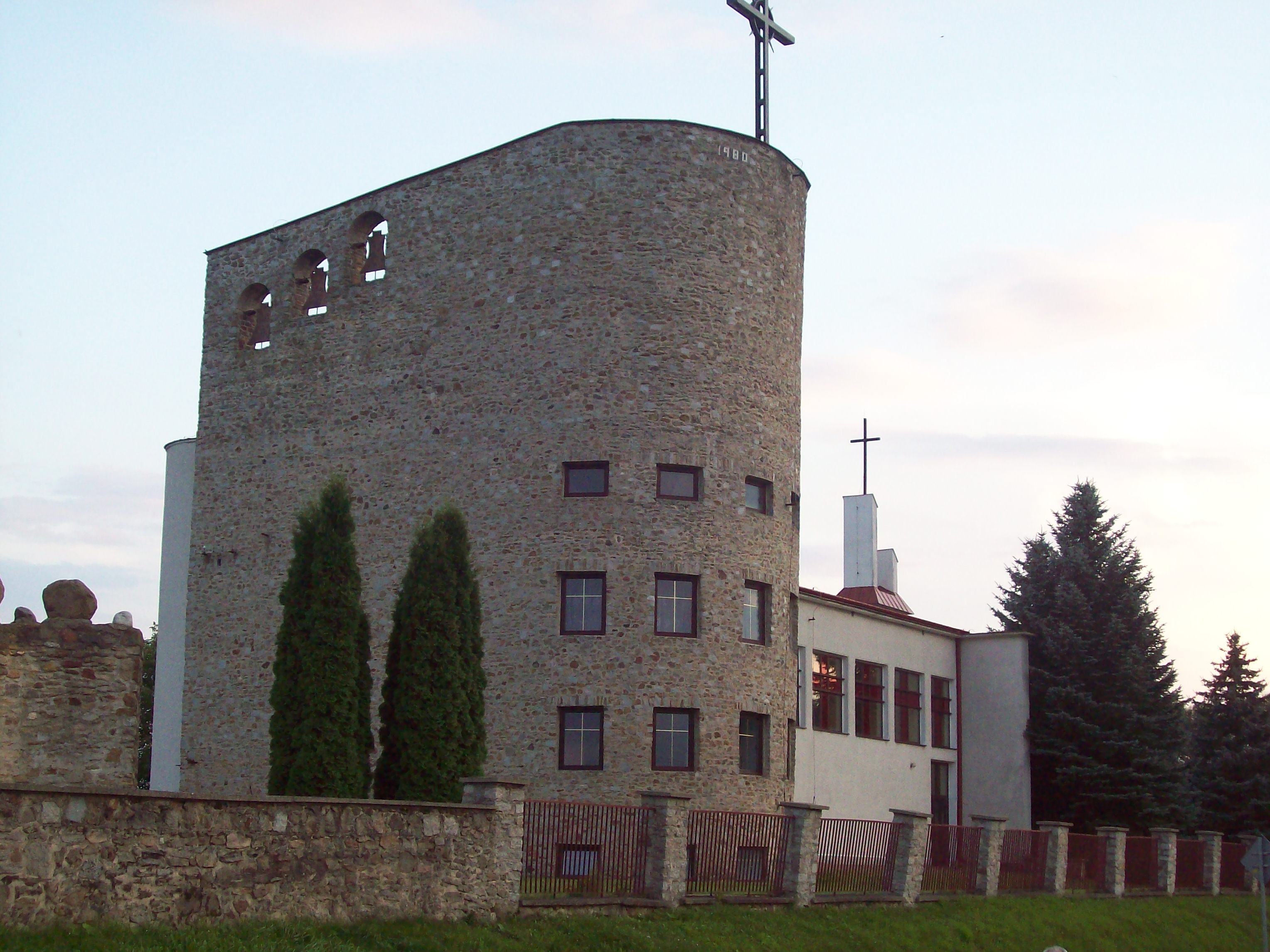
Kościół parafialny

  - parafia Chrystusa Dobrego Pasterza
- Świadkowie Jehowy:
  - zbór Piotrków k. Lublina (Sala Królestwa Piotrków Drugi 92A)[12].

## Osoby związane z Piotrkowem
- Paweł Dąbek – polski polityk, poseł na Sejm Ustawodawczy, wojewoda lubelski, generał brygady Wojska Polskiego. Odznaczony Krzyżem Komandorskim, Oficerskim i Kawalerskim Orderu Odrodzenia Polski. Urodzony w Piotrkowie.
- Tadeusz „Tade” Mysłowski – malarz, grafik, artysta roku Angelus Lubelski (2009), urodzony w Piotrkowie[13].
- Teodor Ryder – polski dyrygent i pianista urodzony w Piotrkowie.
- Leopold Wasilkowski – urodzony w Piotrkowie lub Lublinie, polski rzeźbiarz artysta.